# Морские млекопитающие (совместный выпуск марок)

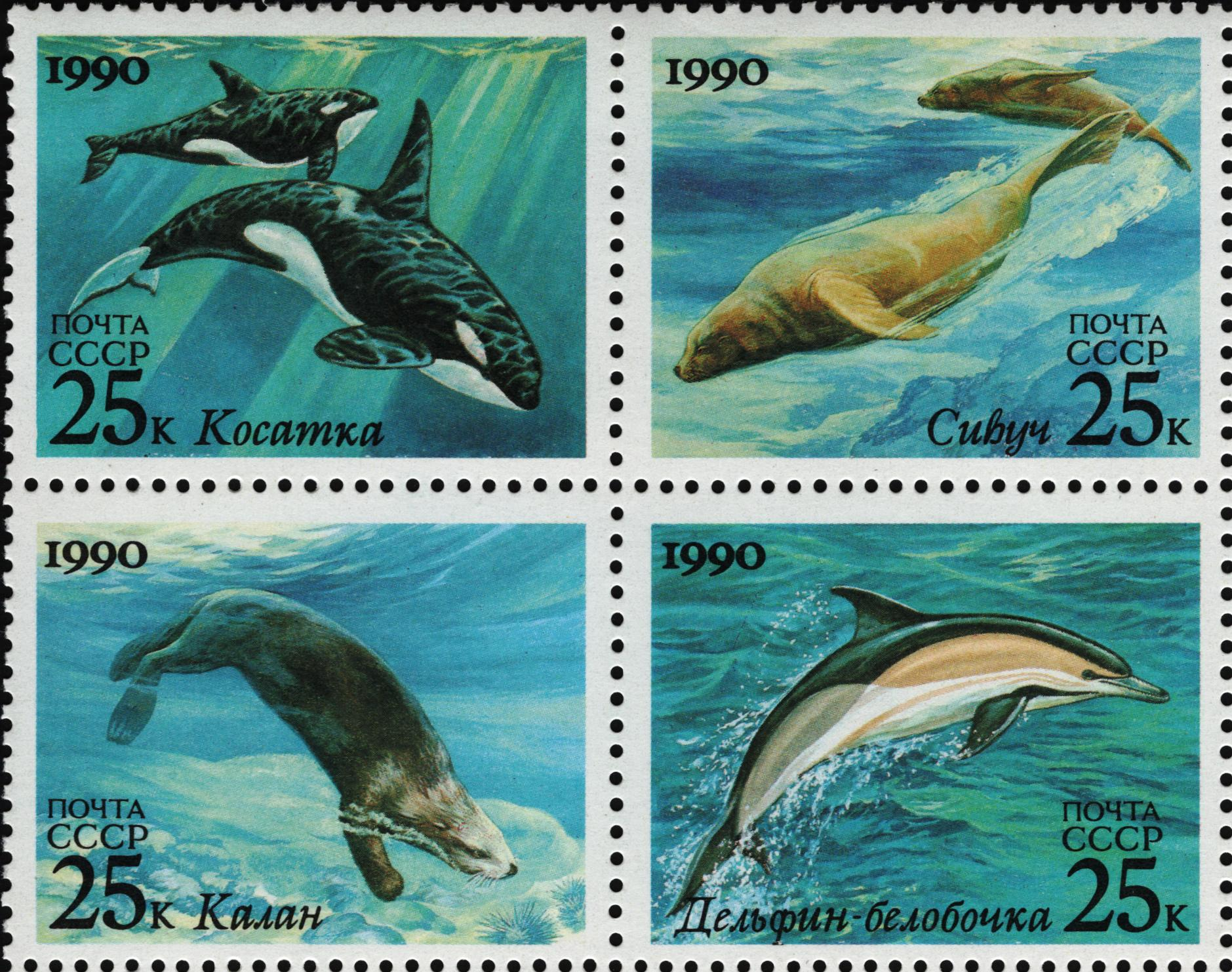
Сцепка-квартблок «Морские млекопитающие». СССР, 1990

Сцепка-квартблок «Морские млекопитающие». США, 1990

Морски́е млекопита́ющие (англ. Marine mammals) — второй из трёх совместных выпусков СССР и США почтовых марок и четвёртый из пяти совместных выпусков СССР. Совместный выпуск посвящён морским млекопитающим.
Марки выпущены в виде сцепок четырёх разных миниатюр — квартблоков. Авторы марок совместного выпуска — советский художник Владимир Бейлин (англ. Vladimir Beilin) и американский художник Питер Коччи (англ. Peter Cocci). Дата выпуска марок — 3 октября 1990 года.
Этот совместный выпуск привлек внимание всего мира к морским млекопитающим и явился свидетельством совместных исследований Советского Союза и Соединённых Штатов на благо всего мира.

## История совместного выпуска
СССР и США проводили совместные исследования биосферы. В частности, в 1978—1987 годах осуществлялись советско-американских исследования морских млекопитающих в северной части Тихого океана в рамках проекта 02.05.61 «Морские млекопитающие», Соглашения между СССР и США о сотрудничестве в области охраны окружающей среды (заключено в Москве 23.05.1972), а также работ по национальным программам. Исследования проводились на территории от Восточно-Сибирского моря и моря Бофорта на севере до берегов Калифорнии на юге.
В результате исследований получены следующие основные материалы, описанные в 1990 году в статье Л. А. Попова «Советско-американские исследования морских млекопитающих в северной части Тихого океана»:
- данные распределению и численности китообразных, ластоногих и калана;
- данные по экологии, этологии, морфометрии и другим научным характеристикам этих морских млекопитающих.

Филателистическим итогом этой международной деятельности стал совместный советско-американский выпуск постовых марок «Морские млекопитающие», который привлёк внимание всего мира к морским млекопитающим, обитающим в океанах Земли. Этот исторический эпизод — яркий пример совместной работы США и СССР на благо всего мира.
Верификация совместного выпуска.
- Советский однолетний каталог почтовых марок СССР 1990 года: «Совместный выпуск СССР и США»[3]
- Американская «Компания загадочных марок»: «Этот квартблок — совместный выпуск Почтовой службы США и Министерства связи СССР» (англ. This block of four was a joint issue between the U.S. Postal Service and the Soviet Union’s Ministry of Posts) — квартблок[2].
- Американский каталог «Скотт», СССР: «Смотрите № 2508—2511 США» (англ. See US Nos. 2508-2511) — четыре марки[4].
- Немецкий каталог «Михель», СССР: «Совместный выпуск c № 2107—2110 США» (нем. Parallelausgabe mit USA MiNr. 2107–2110) — четыре марки[5].
- Американский каталог «Скотт», США: «Смотрите № 5933—5936 России» (англ. See Russia Nos. 5933-5936) — четыре марки[6].
- Немецкий каталог «Михель», США: «Совместный выпуск c № 6130—6133 Советского Союза» (нем. Parallelausgabe mit Sowjetunion MiNr. 6130–6133) — четыре марки[7].

## Названия совместного выпуска
Общего названия совместного выпуска не существует. Имеются только названия выпусков, советского и американского, составляющих совместный выпуск. Стандартных названий серий почтовых марок также не существует. В каждом каталоге почтовых марок используются свои собственные названия серий. Иногда они совпадают друг с другом. Здесь большинство каталогов выбрало наиболее корректное название «Морские млекопитающие». Название выпусков передаёт взгляд каталога и страны, где выпущен каталог, на причину выпуска и тематику почтовых марок.
| № | Страна | Каталог СССР (№ ЦФА)          | Каталог «Скотт»                                      | Каталог «Михель»                                           | Каталог «Стэнли Гиббонс»                                  | Каталог «Ивер и Телье»                                     |
| - | ------ | ----------------------------- | ---------------------------------------------------- | ---------------------------------------------------------- | --------------------------------------------------------- | ---------------------------------------------------------- |
| 1 | СССР   | Морские животные. № 6251—6254 | — № 5933—5936                                        | Морские млекопитающие (нем. Meeressäugetiere). № 6130—6133 | Морские млекопитающие (англ. Marine mammals). № 6187—6190 | Морские млекопитающие (фр. Mammifères marins). № 5791—5794 |
| 2 | США    | —                             | Морские обитатели (англ. Sea creatures). № 2508—2511 | Морские млекопитающие (нем. Meeressäugetiere). № 2107—2110 | Морские млекопитающие (англ. Marine mammals). № 2542—2545 | Морские млекопитающие (фр. Mammifères marins). № 1917—1920 |

## Описания рисунков марок
Дата выпуска марок — 3 октября 1990 года. Автор советских и американских марок с дельфинами (с косатками и обыкновенным дельфином) — американский художник Питер Коччи (англ. Peter Cocci), автор остальных советских и американских марок (с сивучами и каланом) — советский художник Владимир Бейлин (англ. Vladimir Beilin).
| № | Рисунок марки                                                                                              | Страна | Каталог СССР (№ ЦФА)                         | Каталог «Скотт»                                                    | Каталог «Михель»                                                                                      | Каталог «Стэнли Гиббонс»                                            | Каталог «Ивер и Телье»                                   |
| - | --- | ------ | -------------------------------------------- | ------------------------------------------------------------------ | --- | ------------------------------------------------------------------- | -------------------------------------------------------- |
| 1 | Две косатки (лат. Orcinus orca) в водной среде. Художник Питер Коччи                                       | СССР   | Дельфин косатка. № 6251. Номинал «25 к.»     | Косатки (англ. Killer whales). № 5933. Номинал «25k»               | Косатка (Orcinus orca) (нем. Schwertwal (Orcinus orca)). № 6130. Номинал «25 K»                       | Косатки (англ. Killer whales). № 6187. Номинал «25k.»               | Косатки (фр. (Orques)). № 5791. Номинал «25 k.»          |
| 1 | Две косатки (лат. Orcinus orca) в водной среде. Художник Питер Коччи                                       | США    | —                                            | Косатки (англ. Killer whales). № 2508. Номинал «25c»               | Косатка (Orcinus orca) (нем. Schwertwal (Orcinus orca)). № 2107. Номинал «25 (C)»                     | Косатки (англ. Killer whales). № 2542. Номинал «25c.»               | Косатки (фр. (Orques)). № 1917. Номинал «25 c.»          |
| 2 | Два сивуча (лат. Eumetopias jubatus) в водной среде. Художник Владимир Бейлин                              | СССР   | Тюлень сивуч. № 6252. Номинал «25 к.»        | Сивучи (англ. Northern sea lions). № 5934. Номинал «25k»           | Сивуч (Eumetopias jubatus) (нем. Stellerscher Seelöwe (Eumetopias jubatus)). № 6131. Номинал «25 K»   | Сивучи (англ. Northern sea lions). № 6188. Номинал «25k.»           | Морской лев (фр. (Lion de mer)). № 5792. Номинал «25 k.» |
| 2 | Два сивуча (лат. Eumetopias jubatus) в водной среде. Художник Владимир Бейлин                              | США    | —                                            | Сивучи (англ. Northern sea lions). № 2509. Номинал «25c»           | Сивуч (Eumetopias jubatus) (нем. Stellerscher Seelöwe (Eumetopias jubatus)). № 2108. Номинал «25 (C)» | Сивучи (англ. Northern sea lions). № 2543. Номинал «25c.»           | Морской лев (фр. (Lion marin)). № 1918. Номинал «25 c.»  |
| 3 | Калан, или морская выдра (лат. Enhydra lutris), в водной среде. Художник Владимир Бейлин                   | СССР   | Морская выдра калан. № 6253. Номинал «25 к.» | Калан (англ. Sea otter). № 5935. Номинал «25k»                     | Калан (Enhydra lutris) (нем. Seeotter (Enhydra lutris)). № 6132. Номинал «25 K»                       | Калан (англ. Sea otter). № 6189. Номинал «25k.»                     | Калан (фр. (Loutre de mer)). № 5793. Номинал «25 k.»     |
| 3 | Калан, или морская выдра (лат. Enhydra lutris), в водной среде. Художник Владимир Бейлин                   | США    | —                                            | Калан (англ. Sea otter). № 2510. Номинал «25c»                     | Калан (Enhydra lutris) (нем. Seeotter (Enhydra lutris)). № 2109. Номинал «25 (C)»                     | Калан (англ. Sea otter). № 2544. Номинал «25c.»                     | Калан (фр. (Loutre de mer)). № 1919. Номинал «25 c.»     |
| 4 | Дельфин-белобочка, или обыкновенный дельфин (лат. Delphinus delphis), в водной среде. Художник Питер Коччи | СССР   | Дельфин-белобочка. № 6254. Номинал «25 к.»   | Обыкновенный дельфин (англ. Common dolphin). № 5936. Номинал «25k» | Дельфин (Delphinus delphis) (нем. Delphin (Delphinus delphis)). № 6133. Номинал «25 K»                | Обыкновенный дельфин (англ. Common dolphin). № 6190. Номинал «25k.» | Дельфин (фр. (Dauphin)). № 5794. Номинал «25 k.»         |
| 4 | Дельфин-белобочка, или обыкновенный дельфин (лат. Delphinus delphis), в водной среде. Художник Питер Коччи | США    | —                                            | Обыкновенный дельфин (англ. Common dolphin). № 2511. Номинал «25c» | Дельфин (Delphinus delphis) (нем. Delphin (Delphinus delphis)). № 2110. Номинал «25 (C)»              | Обыкновенный дельфин (англ. Common dolphin). № 2545. Номинал «25c.» | Дельфин (фр. (Dauphin)). № 1920. Номинал «25 c.»         |

## Описание марок
Паспорт серии почтовых марок, то есть такое её описание, по которому можно определить, принадлежит ли конкретная марка совместному выпуску, состоит из содержания и шаблона.
1. Содержание совместного выпуска. Содержание совместного выпуска определяется памятным текстом на марках — названиями четырёх морских млекопитающих:
- «Косатка», «Killer Whale»;
- «Сивуч», «Northern Sea Lion»;
- «Калан», «Sea Otter»;
- «Дельфин-белобочка», «Common Dolphin».

2. Шаблон совместного выпуска. Шаблон совместного выпуска определяет характерные черты формы марок серии и их рисунка, отличающие их от остальных марок. Марки одной страны отличаются только рисунком и текстом, марки с одинаковым рисунком разных стран — текстом, зубцовкой и немного размерами.
1) Формат марок. Марки прямоугольные горизонтального формата с отношением сторон 5 : 4 и размерами:
- СССР: марки 40,0 × 32,0 мм;
- США: марки 40,0 × 31,0 мм.

2) Рисунок марок. На марках изображены морские млекопитающие на сине-зелёном фоне цвета морской волны.
3) Номинал. Номинал всех 8 марок 25 (копеек для СССР и центов для США), который расположен в нижнем правом или левом углу марки.
3. Технические характеристики марок.
1) Количество марок. Совместный выпуск состоит из 8 перфорированных марок, 4 советских и 4 американских. Четыре марки каждой страны печатались вместе на одном марочном листе в шахматном порядке (сцепками-квартблоками).
2) Тираж. СССР: по 3 млн, США: по 69 566 000.
3) Цвет. Все почтовые блоки многоцветные.
4) Бумага. СССР: мелованная, США: тегированная.
5) Печать. Советские марки — офсетная печать, американские марки — литографическая офсетная печать.
6) Зубцовка. Советские марки — гребенчатая зубцовка 12:11¾, американские марки — гребенчатая зубцовка 11:10¾.
7) Производство. СССР: Гознак, США: Бюро гравировки и печати.
8) Листы. Марочные и соответственно типографские листы советских и американских марок средние:
- СССР: марочный лист 40 (4 × 10), для сцепки-квартблока четырёх марок 10 (2 × 5);
- США: типографский лист 160 (4 × 40 (5 × 8)), для сцепки-квартблока четырёх марок 48 (4 × 10 (2,5 × 4)).

9) Города штемпеля первого дня выпуска. СССР: Москва, США: Балтимор.

Марочные листы
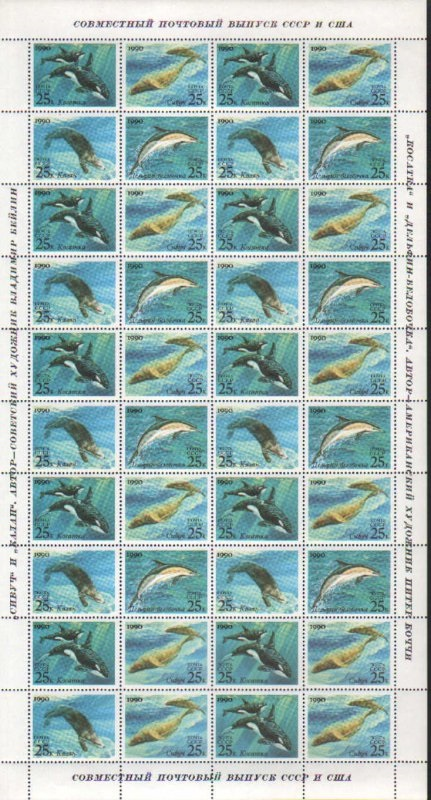
Марочный лист СССР 10 (2 × 5) для сцепки-квартблока четырёх марок
Марочный лист США 10 (2,5 × 4) для сцепки-квартблока четырёх марок